# Czesław Czernicki
Czesław Czernicki (ur. 24 sierpnia 1951 roku w Zielonej Górze) – trener sportu żużlowego.

## Życiorys
Absolwent Zamiejscowego Wydziału Kultury Fizycznej w Gorzowie Wielkopolskim poznańskiej AWF oraz podyplomowych studiów menedżera sportu. 
W latach 1976–80 i 1984-90 pracował w Falubazie Zielona Góra jako trener odpowiedzialny za trening ogólnorozwojowy, współpracując m.in. z trenerem Janem Grabowskim. W sezonie 1991 został pierwszym trenerem Morawskiego Zielona Góra, gdzie pracował do 1995 roku. W następnych latach jako trener prowadził również: ZKŻ Zielona Góra (1999), Atlas Wrocław (1999), Włókniarza Częstochowa (2000), Polonię Piła (2001), RKM Rybnik (2004-2005) i Unię Leszno (2007-2009) i Stal Gorzów (2010-11)

Jako trener dwukrotnie zdobył Drużynowe Mistrzostwo Polski - w 1991 roku z Morawskim Zielona Góra i 2007 roku z Unią Leszno, oraz 2 srebrne medale w 1999 roku z Atlasem Wrocław i w 2008 z Unią Leszno. W sezonie 1992 wywalczył Drużynowy Puchar Polski na żużlu prowadząc ekipę Morawskiego Zielona Góra.

Żonaty z Jadwigą, ojciec Filipa i Bartosza.